# Álona, Cypern
Álona är en ort i Cypern.   Den ligger i distriktet Eparchía Lefkosías, i den centrala delen av landet, 40 km sydväst om huvudstaden Nicosia. Álona ligger 956 meter över havet och antalet invånare är 134. Den ligger på ön Cypern.
Terrängen runt Álona är kuperad. Trakten runt Álona är ganska glesbefolkad, med 23 invånare per kvadratkilometer. Närmaste större samhälle är Agrós, 2,7 km sydväst om Álona. 
Medelhavsklimat råder i trakten. Årsmedeltemperaturen i trakten är 19 °C. Den varmaste månaden är juli, då medeltemperaturen är 31 °C, och den kallaste är januari, med 8 °C. Genomsnittlig årsnederbörd är 510 millimeter. Den regnigaste månaden är december, med i genomsnitt 112 mm nederbörd, och den torraste är augusti, med 1 mm nederbörd.